# Songs (John Greaves)
| Recensione | Giudizio |
| ---------- | -------- |
| AllMusic   |          |

Songs è il settimo album in studio del bassista e compositore gallese John Greaves, registrato tra il 1994 e il 1995 e pubblicato nel 1996.
Oltre a materiale originale, l'album contiene le riproposizioni di quattro vecchie composizioni di Greaves, co-scritte insieme al chitarrista e paroliere Peter Blegvad (ex-membro del gruppo art rock Slapp Happy): Kew. Rhone. (in origine Kew Rhône) e Gegenstand, provenienti dall'album Kew. Rhone. del 1977, frutto di una prima collaborazione tra i due, e Swelling Valley e The Song, incluse in Smell of a Friend del 1988 dei The Lodge, gruppo di Greaves e Blegvad in cui militarono diversi musicisti presenti in Kew. Rhone..

## Tracce
Testi e musiche di Greaves, ad eccezione di Kew. Rhone. e Gegenstand, le cui musiche sono di Greaves mentre i testi sono di Blegvad.
Testi e musiche di John Greaves, eccetto dove indicato.
1. Old Kinderhook – 1:06
2. The Song – 5:31
3. Swelling Valley – 3:42
4. The Green Fuse – 5:56
5. Kew. Rhone. – 5:26
6. Eccentric Waters – 2:04
7. For Bearings/Silence – 5:02
8. The Price We Pay – 3:08
9. L'Aise Aux Ex-sans-trique – 5:41
10. Back Where We Began – 4:47
11. Gegenstand – 4:04

## Formazione
- John Greaves: basso elettrico, fisarmonica, percussioni, voce (4,9), co-produttore

### Musicisti addizionali
- Robert Wyatt: voce (2,5,11), percussioni
- Susan (S'Ange) Belling: voce (3,8,10)
- Kristoffer Blegvad: voce (3,7,8)
- Caroline Loeb: voce (6,9)
- Peter Kimberley: cori
- David Cunningham: chitarra elettrica
- François Ovide: chitarra acustica
- Sophia Domancich: pianoforte
- Elton Dean: saxello
- Benoit Blue Boy: armonica a bocca
- Paul Rogers: contrabbasso
- Mireille Bauer: vibrafono